# Bronislav Vala
Bronislav Vala (5. listopadu 1958 – 7. července 2022 Itálie) byl český podnikatel.

## Biografie
Bronislav Vala se narodil v roce 1958, vyrůstal ve Stropešíně v okrese Třebíč. V roce 1983 absolvoval stavební fakultu Vysokého učení technického v Brně. Do roku 1991 působil jako investiční technik v zemědělském družstvu. V roce 1991 založil stavební společnost V-Stav, posléze založil také společnosti V-Stav invest, Agstav Třebíč nebo Redu. Postupně zakoupil dva hotely v Praze a roku 1999 také vybudoval hotel v Hrotovicích a v roce 2008 zakoupil zámek ve Valči, který postupně přebudoval na wellness hotel, rekonstrukce hotelu získala ocenění Stavba roku Kraje Vysočina, cenu veřejnosti a cenu ČKAIT. Ve Valči také od roku 1989 žil a v zámku také sídlila jeho společnost.
V roce 2013 získal ocenění pro společnost V-Stav jako Stavební firma roku v kategorii středních firem. Zemřel náhle v létě roku 2022 při kolapsu na kole v Itálii.